# Jens Janse
Jens Janse (Venlo, 1 juli 1986) is een Nederlands profvoetballer die bij voorkeur als verdediger speelt.

## Carrière
Janse begon met voetballen bij het Maasbreese MVC '19 en verhuisde later naar de jeugdopleiding van VVV. Daar werd hij overgenomen door PSV. Bij de jeugd van de Eindhovenaren speelde hij als rechtsbuiten, maar in zijn laatste seizoen ging hij op advies van techniektrainer Ricardo Moniz op de rechtsbackpositie spelen. Voor die positie wilde PSV hem een contract aanbieden, maar door de aanwezigheid van Kasper Bøgelund, Michael Lamey, André Ooijer en later Michael Reiziger waren de perspectieven op speeltijd gering. Willem II toonde belangstelling en Janse besloot in Tilburg te gaan voetballen.
Hij werd tijdens het seizoen 2005/06 toegevoegd aan de hoofdmacht van Willem II en maakte onder Kees Zwamborn zijn debuut op 11 januari 2006, in de met 1-2 verloren wedstrijd tegen Heracles Almelo. Dat seizoen zou Janse in negen eredivisieduels zijn opwachting maken.
Ondanks zijn goede entree in 2006 duurde het in het seizoen 2006/2007 lang voordat hij weer mee mocht spelen. Pas toen Nuelson Wau geschorst was, mocht hij weer in de basis plaatsnemen. Het seizoen 2006/2007 was de doorbraak van Janse. Hij profileerde zich als een aanvallend ingestelde rechtervleugelverdediger en was vaak een van de weinige lichtpuntjes bij Willem II. In het seizoen 2007-2008 werd Janse de vaste rechtsback van Willem II. Hij hield Nuelson Wau op de bank, wat uiteindelijk de transfer van Wau naar Roda JC inleidde. Zijn eerste doelpunt als profvoetballer maakte hij voor Willem II in de uitwedstrijd tegen Feyenoord op 24 januari 2009 (1-1).
In 2010 tekende hij een contract bij NAC Breda. Na drie seizoenen en 58 wedstrijden werd zijn aflopende contract niet verlengd en kon hij transfervrij vertrekken.
In de zomer van 2013 tekende hij een tweejarig contract bij Córdoba CF. In januari 2014 liet hij zijn contract bij de Spaanse club ontbinden.
Een maand later tekende hij tot het einde van het seizoen bij Dinamo Tbilisi in Georgië. Janse kwam er nog driemaal in actie voor zijn contract in juni 2014 afliep. Met Dinamo werd hij landskampioen en won hij de Georgische beker.
Janse tekende in september 2014 een eenjarig contract bij Ternana Calcio, op dat moment uitkomend in de Serie B. Deze verbintenis werd in augustus 2015 met een jaar verlengd.
In september 2016 sloot Janse aan bij Leyton Orient. Met die club degradeerde hij uit de Football League Two naar de National League.
Eind juli 2017 meldde de transfervrije verdediger zich bij VVV-Venlo om daar zijn conditie op peil te houden. In eerste instantie besloot de Venlose eredivisionist niet met hem in zee te gaan omdat de prioriteiten op het gebied van versterkingen op andere posities lagen.
Vanwege een aantal blessures in de defensie klopte VVV later alsnog bij de clubloze Janse aan. Op donderdag 28 september 2017 ondertekende hij er een contract tot het einde van het seizoen. Janse kon in Venlo geen basisplaats veroveren en keerde in september 2018 terug naar Italië, waar hij een contract tekende bij ASD Ellera Calcio dat in de Eccellenza Umbria speelt. In december 2018 ging hij naar ACR Messina dat uitkomt in de Serie D.

## Clubstatistieken

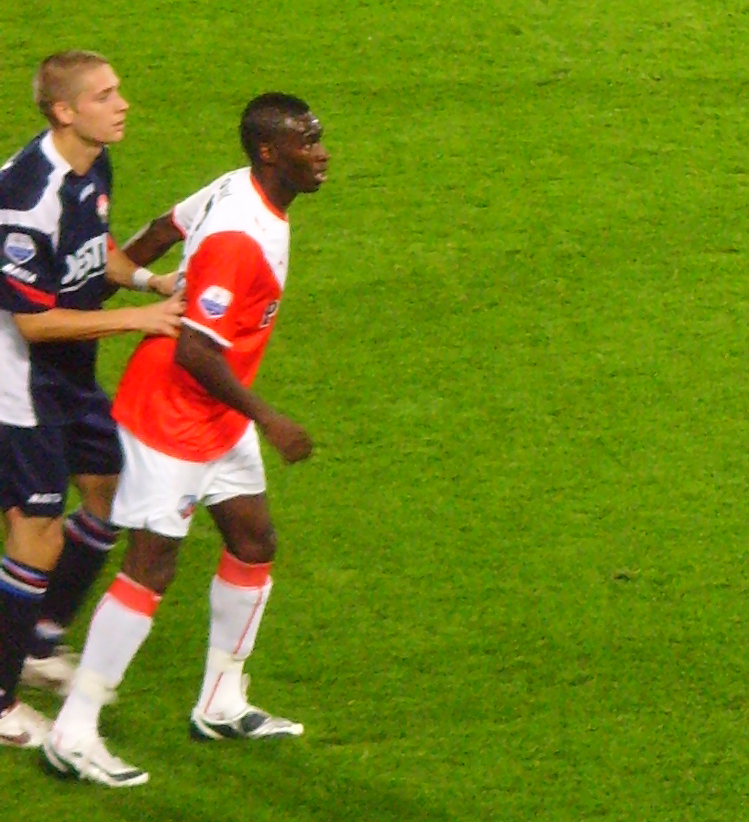
Janse (links) als speler van Willem II in duel met Loïc Loval van FC Utrecht.

| Seizoen         | Club            | Competitie         | Competitie | Competitie | Beker | Beker | Overige | Overige | Totaal | Totaal |
| Seizoen         | Club            | Competitie         | Wed.       | Dlp.       | Wed.  | Dlp.  | Wed.    | Dlp.    | Wed.   | Dlp.   |
| --------------- | --------------- | ------------------ | ---------- | ---------- | ----- | ----- | ------- | ------- | ------ | ------ |
| 2005/06         | Willem II       | Eredivisie         | 9          | 0          | 0     | 0     | 0       | 0       | 9      | 0      |
| 2006/07         | Willem II       | Eredivisie         | 16         | 0          | 2     | 0     | —       | —       | 18     | 0      |
| 2007/08         | Willem II       | Eredivisie         | 32         | 0          | 1     | 1     | —       | —       | 33     | 1      |
| 2008/09         | Willem II       | Eredivisie         | 27         | 1          | 2     | 0     | —       | —       | 29     | 1      |
| 2009/10         | Willem II       | Eredivisie         | 18         | 0          | 1     | 0     | 0       | 0       | 19     | 0      |
| 2010/11         | NAC Breda       | Eredivisie         | 18         | 0          | 3     | 0     | —       | —       | 21     | 0      |
| 2011/12         | NAC Breda       | Eredivisie         | 16         | 0          | 1     | 0     | —       | —       | 17     | 0      |
| 2012/13         | NAC Breda       | Eredivisie         | 24         | 0          | 2     | 0     | —       | —       | 26     | 0      |
| 2013/14         | Córdoba CF      | Segunda División A | 11         | 0          | 0     | 0     | 0       | 0       | 11     | 0      |
| 2013/14         | Dinamo Tbilisi  | Oemaghlesi Liga    | 3          | 0          | 1     | 0     | —       | —       | 4      | 0      |
| 2014/15         | Ternana Calcio  | Serie B            | 20         | 0          | 0     | 0     | —       | —       | 20     | 0      |
| 2015/16         | Ternana Calcio  | Serie B            | 21         | 1          | 0     | 0     | —       | —       | 21     | 1      |
| 2016/17         | Leyton Orient   | League Two         | 8          | 1          | 1     | 0     | 2       | 0       | 11     | 1      |
| 2017/18         | VVV-Venlo       | Eredivisie         | 10         | 0          | 1     | 0     | —       | —       | 11     | 0      |
| 2018/19         | Ellera          | Eccellenza Umbria  | 6          | 2          | —     | —     | —       | —       | 6      | 2      |
| 2018/19         | Messina         | Serie D            | 10         | 0          | 0     | 0     | 2       | 0       | 12     | 0      |
| Carrière totaal | Carrière totaal | Carrière totaal    | 249        | 5          | 15    | 1     | 4       | 0       | 268    | 6      |

## Erelijst
- Oemaghlesi Liga: 2014
- Beker van Georgië: 2014